# Sava Bohinjka
A Sava Bohinjka vagy Bohinji-Száva folyó Szlovénia északnyugati részén. A Száva egyik forrásvize a hosszabb Sava Dolinka mellett. Folyása során többször nevet változtat. Bár vízgyűjtő területe kisebb, vízhozama nagyobb testvérfolyójáénál, mivel vízgyűjtőjének felső része az egyik legnagyobb vízbőségű terület az országban.

## Földrajz
A folyó a Júliai-Alpokban, a Triglav hegyvidékén ered, felső szakasza a Triglavi Nemzeti Park részeként védettséget élvez. Ez a terület nagy vízbőségű.
Bohinj völgyébe Szlovénia leglátogatottabb vízesése, a 71 m magas Savica-vízesés formájában lép be. Komarča alatt Savica néven ismert.
A Bohinji-tavat Jezernica néven hagyja el a Keresztelő Szent János-templom mellett híres kőhíd alatt, majd néhány száz méter után egyesül a Mostnica patakkal, és innentől viseli a Sava Bohinjka nevet. 150 m-rel lejjebb egy szurdokban vág át egy mészkő-vonulaton, majd Bohinjska Bistricánál felveszi a Bistrica vizét. Nomenjnél északra, majd Blednél keletre fordul, míg Radovljicánál egyesül a Sava Dolinkával, a Szávaként.

## Turizmus
A folyó számos látványosságot érint Bohinjban, például a Savica-vízesést, a Bohinji-tavat, a Keresztelő Szent János-templomot és a bohinji vasútvonalat.
Számos szabadidős tevékenységre alkalmas, többek között a horgászatra, raftingra, kajakozásra, kenuzásra, valamint a nyári időszakban úszásra is (bár hőmérséklete ritkán emelkedik 20 °C fölé).